# Metropolia nankińska
Metropolia nankińska – metropolia Kościoła rzymskokatolickiego w Chińskiej Republice Ludowej. Erygowana w dniu 11 kwietnia 1946 roku. W skład metropolii wchodzi 1 archidiecezja i 4 diecezje.
W skład metropolii wchodzą:
- Archidiecezja nankińska
  - Diecezja Haimen
  - Diecezja szanghajska
  - Diecezja Suzhou
  - Diecezja Xuzhou